# Amphibolips nassa
Amphibolips nassa is een vliesvleugelig insect uit de familie van de echte galwespen (Cynipidae). De wetenschappelijke naam van de soort werd voor het eerst geldig gepubliceerd in 1937 door Kinsey.